# Вінницький державний педагогічний університет імені Михайла Коцюбинського
Вінницький державний педагогічний університет імені Михайла Коцюбинського (ВДПУ) — педагогічний університет у Вінниці, заснований 1912 року. Здійснює підготовку вчительських кадрів за денною та заочною формами навчання за напрямами.
При університеті діє аспірантура і докторантура, створено спеціалізовані ради із захисту кандидатських дисертацій. 
На базі університету щороку проводяться міжнародні, всеукраїнські, обласні науково-практичні конференції, форуми та семінари. Підтримуються наукові зв'язки із  закладами вищої освіти України та провідними науковими центрами країн світу. В університеті діє майже 140 добровільних студентських об'єднань, гуртків, секцій, клубів. Чотири художні колективи носять звання «народний».
З 2015 року ЗВО очолює ректор — Наталія Іванівна Лазаренко.

## Історія
Вінницький учительський інститут розпочав свою діяльність 1 липня 1912 року у відведеній містом будівлі. Це був невеликий двоповерховий корпус, побудований за проєктом архітектора Г. Артинова на Замості (нині проспект Коцюбинського). Керівництво роботою з облаштування інституту було покладено на директора чоловічої гімназії П. О. Адріанова.

### Заснування
Офіційне відкриття відбулося 14 вересня 1912 року. Інститут було засновано на загальних засадах без поділу на відділення чи факультети. Студент, який закінчував цей навчальний заклад, міг викладати будь-який предмет. Спочатку навчалося 20 студентів, у наступні роки контингент зростав, але не сягав понад 100 осіб.
У вересні 1912 року директором інституту було призначено статського радника, кандидата богослов'я М. Д. Запольського, який обіймав цю посаду до 1922 року.
Перший директор інституту — М. Д. Запольський— народився 1871 року в Уфимській губернії в родині службовця. Закінчив Московську духовну академію. З 1902 року протягом десяти років працював у Казанському вчительському інституті, а в керованому ним Вінницькому інституті викладав педагогіку та психологію. Це була дуже освічена людина, енергійний організатор навчального процесу.

### Лютнева революція
Після Лютневої революції 1917 року, утворення у березні Української Центральної Ради секретаріат з освіти українського уряду розробив програму реформи, в якій центральне місце займала українізація навчальних закладів. У Вінницькому вчительському інституті було введено курси української мови, літератури, історії. На перешкоді українізації стало жорстке і довготривале протистояння між більшовиками і учасниками національно-визвольного руху в Україні. Національних кадрів не вистачало, освітяни гинули від куль, голоду, пошестей. Саме у цей час, 1917—1918 навчального року в інституті викладав українську літературу відомий поет П. С. Карманський, співи— видатний композитор К. Г. Стеценко.
У 1920 році учительський інститут було реорганізовано в інститут народної освіти (ІНО), в якому функціонувало два відділення — дошкільне та шкільне. При ІНО існували також педагогічні курси. На 1 січня 1921 року загальна чисельність студентів становила 212 осіб, педколективу — 20 осіб.
З 1922 по 1924 роки інститут очолював викладач педагогіки Ф. А. Кондрацький. У листопаді 1922 року Вінницькому інституту народної освіти було присвоєно ім'я В. І. Леніна. На початку 1924 року інститут перевели до Кам'янець-Подільського і об'єднали з місцевим ІНО. Натомість, у 1925 році у Вінниці був створений Український педагогічний технікум імені Івана Франка. Директором призначено подільського історика, працівника колишнього ВІНО М. С. Шлепакова. У 1926 році Український педагогічний технікум імені Івана Франка отримав статус вищого навчального закладу гуманітарного профілю.
На основі педтехнікуму у серпні 1930 року у Вінниці Постановою Ради Народних Комісарів УСРР знову було створено вищий навчальний заклад — інститут соціального виховання, де функціонувало 4 відділення — історико-економічне, агробіологічне, мовно-літературне, техніко-економічне. Директором (з 1930 по 1933 роки) було призначено А. Я. Гібера. Навчання проводилось у триповерховому корпусі колишньої гімназії у «Мурах» на вул. Володарського.
У 1933 році колегія Наркомату освіти УСРР перетворила інститути соціального виховання у педагогічні інститути з 4-х річним терміном навчання. Запроваджувалася факультетна структура закладу (фізико-математичний, мовно-літературний, історичний факультети). З 1933 по 1935 роки директором інституту був І. Д. Малий.
1 вересня 1935 року Вінницький педінституту було перетворено на дворічний державний учительський інститут. 4 квітня 1937 року інституту присвоєно ім'я Миколи Островського.

### Довоєнні роки
У довоєнні роки в інституті працювали відомі педагоги і науковці: мовознавець Є. К. Тимченко, природознавець М. І. Безбородько, автор кількох цінних досліджень з геології та архітектури Вінниччини, згодом доктор технічних наук, Заслужений діяч науки України О. К. Бируля, математик, член-кореспондент АН України О. М. Астряб, фізики — член ВУАН В. К. Бернацький і доктор наук, співробітник Інституту фізики АН України І. Д. Конозенко, письменник, лауреат Державної премії України імені Т. Г. Шевченка Г. П. Кочур.
За довоєнне десятиріччя інститут закінчило чимало талановитих випускників: майбутні письменники М. Стельмах, К. Гриб, Ю. Назаренко, О. Левада, Т. Одудько, педагог, доктор психологічних наук І. Синиця, академік О. Мазуркевич та інші.

### Під час війни
22 червня 1941 року в другій половині дня студентів та викладачів покликали на мітинг, на якому йшлося про особисту участь кожного у захисті країни. Багато з них, не чекаючи виклику, самі пішли до військкомату, записувалися у винищувальні батальйони, замінювали на підприємствах тих, хто пішов на фронт. 28 червня 15 студентських бригад виїхало допомагати колгоспам і радгоспам збирати врожай.
З перших днів війни на фронт пішло близько 20 викладачів і сотні студентів. 18 липня 1941 року інститут припинив діяльність.

### Окупація
З вересня 1941 року педінститут знову розпочав свою роботу. Ініціювали це професор літератури Бєлінський Д. М. та голова обласного відділу освіти професор Серафімович В. О. 1 жовтня 1941 року дирекція інституту оголосила про початок роботи заочного відділення у складі трьох факультетів. На середину січня 1942 року в інституті навчалось 525 студентів. Функціонували також курси з підготовки викладачів німецької мови для середньої школи, на яких навчалось 300 осіб. З лютого 1943 року, педінститут припинив свою діяльність.

### Повоєнні роки

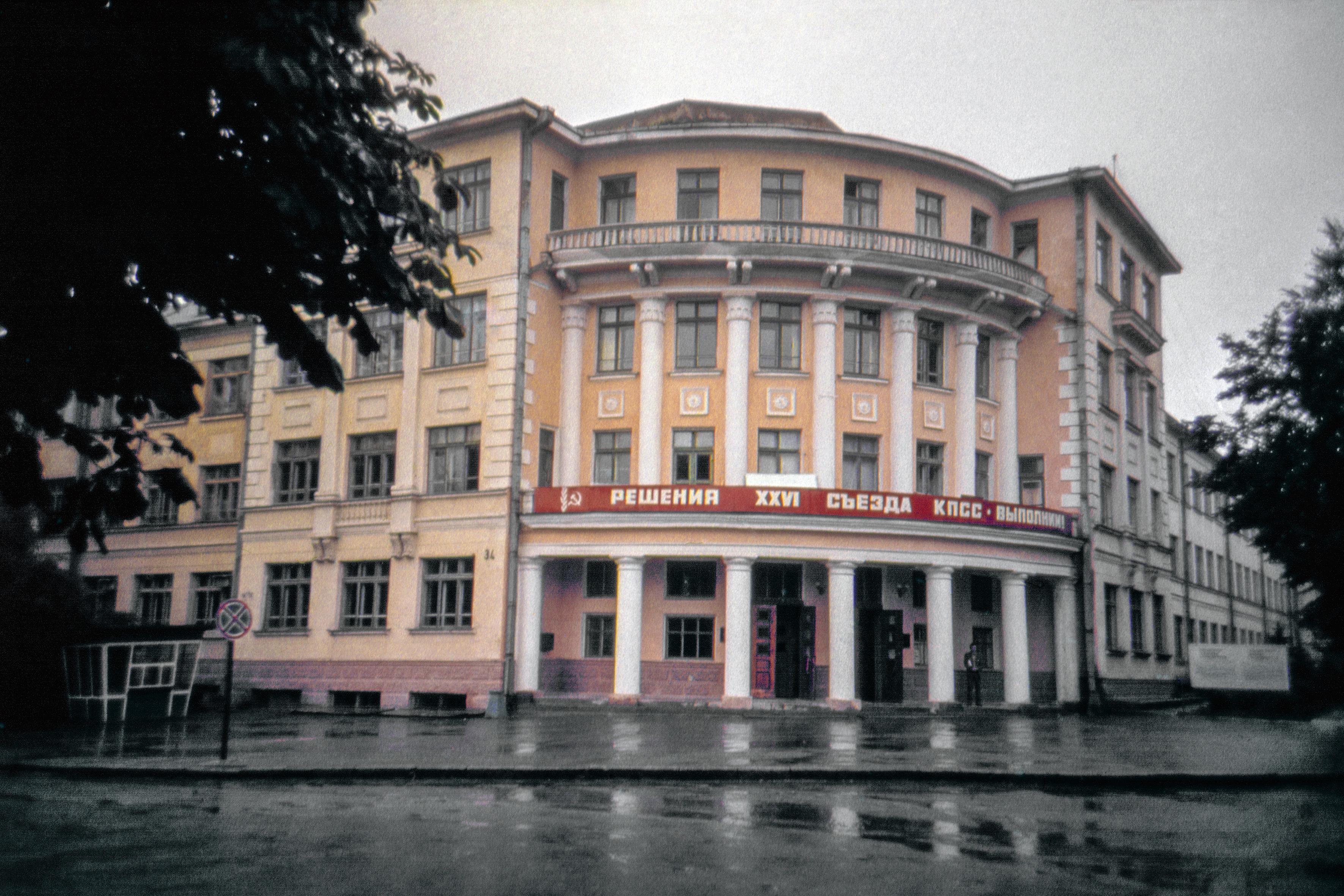
Вінницький педінститут у 1980-тих роках

Значна кількість студентів і викладачів брала участь в бойових діях. Звання Героя Радянського Союзу були удостоєні посмертно викладач М. Ф. Шварцман, студенти П. А. Матиєнко та П. К. Волинець.
Весною 1944 року одразу після визволення Вінниці інститут відновив свою діяльність в приміщенні СШ № 4, на вул. Гоголя. Відкрито три факультети: історичний, мовно-літературний, фізико-математичний. Функціонував при педінституті також учительський інститут з дворічним терміном навчання. Директором інституту призначили П. Т. Пацея, але вже у 1946 році директором став О. М. Ткаченко (з 1961 року він працював вже на посаді ректора інституту).
У 1953 році інститут перейшов у нове просторе приміщення на вул. Червонопрапорній, 32 (тепер вул. К. Острозького: будинок колишнього управління Південно-Західної залізниці).

## Відкриття факультетів

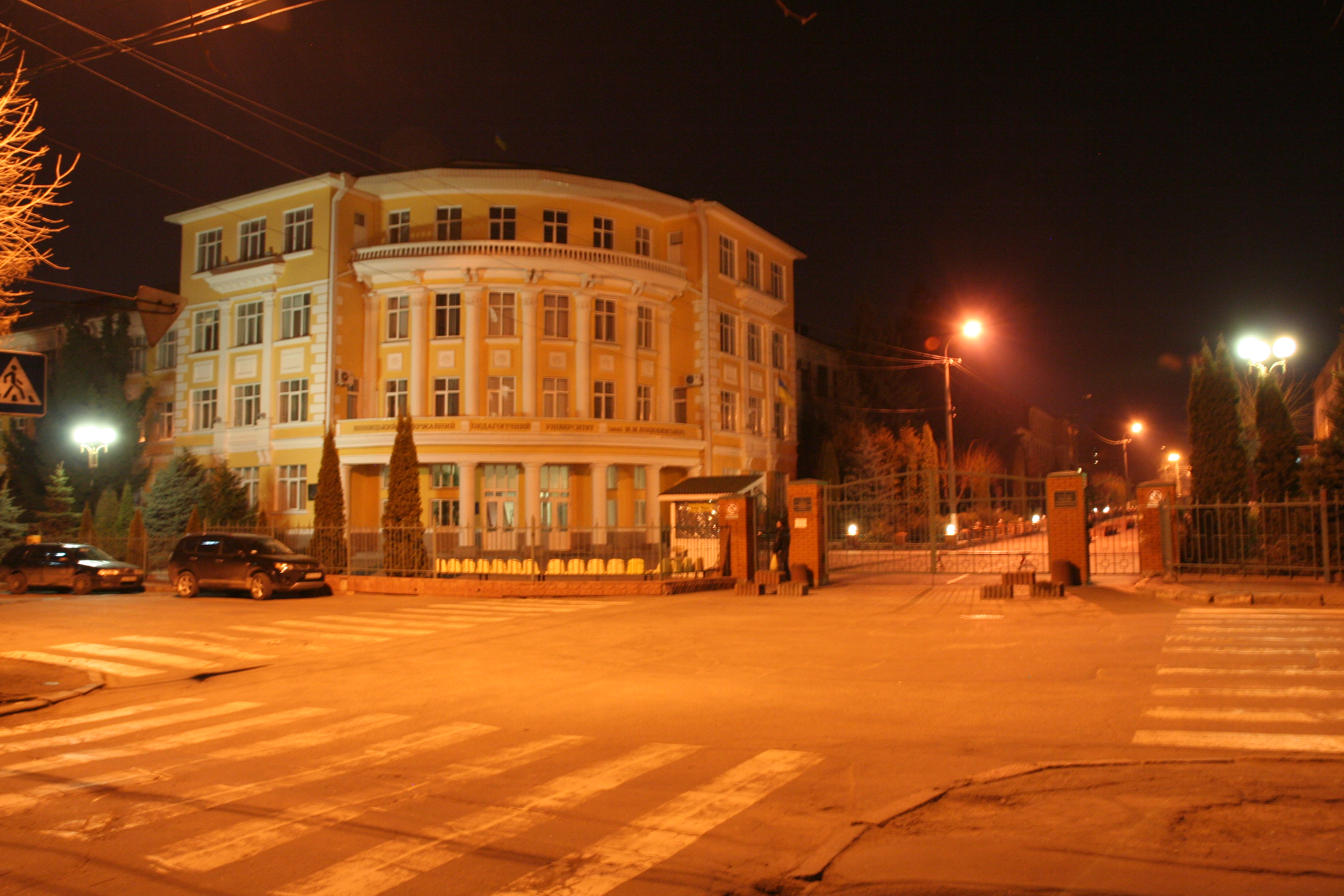
Вхід на територію Університету вночі

У 1933 році створено три факультети: фізико-математичний, мовно-літературний та історичний.
У 1956 році започаткували свою діяльність два факультети: фізичного виховання та підготовки вчителів початкових класів. У цьому ж році історико-філологічний факультет (діяв упродовж 1953—1956 років) було реорганізовано у філологічний.
- Факультет англійської мови — засновано у 1962 році.
- Музично-педагогічний факультет — засновано у 1968 році.
- Природничо-географічний факультет — засновано у 1976 році.
- Історичний факультет — у 1973 році відновлено підготовку вчителів історії.
- Факультет права, публічного управління та адміністрування — створено 1 вересня 2021 року.
- Факультет мистецтв і художньо-освітніх технологій — створено у 2021 році.

Упродовж 1969—1976 років педінститут очолював І. П. Грущенко, у 1976—2003 роках ректором вишу був Н. М. Шунда.

## Структура університету
У Педуніверситеті функціонує 9 факультетів та інститут.
- Природничо-географічний факультет
  - Кафедра географії
  - Кафедра хімії та методики навчання хімії
  - Кафедра біології

На факультеті функціонує 16 лабораторій, в тому числі біохімії, генетики, фізіології рослин, анатомії людини, гістології, неорганічної хімії, метеорології і кліматології, зоології, ботаніки, фізколоїдної і органічної хімії; 22 навчальних кабінети, комп'ютерний клас, дві студентські наукові лабораторії, кабінети методики викладання географії, біології, хімії. Обладнано біологічний стаціонар для спостережень та дослідів, метеомайданчик, створено геологічний і зоологічний музеї, оранжерею, живий куточок. Придбано необхідне обладнання для проведення всіх видів навчально-польової практики.
- Факультет права, публічного управління та адміністрування
  - Кафедра публічно-правових дисциплін
  - Кафедра фундаментальних та приватно-правових дисциплін
  - Кафедра публічного управління та адміністрування

Кафедра забезпечує видання збірника наукових праць «Публічне управління і право: історія, теорія, практика» (свідоцтво про реєстрацію друкованого засобу масової інформації КВ №24837-14777Р), що спрямований на дослідження найбільш актуальних і перспективних напрямків галузей знань «Публічне управління та адміністрування» та «Право»; є майданчиком наукової комунікації між дослідниками-теоретиками і практиками; створює можливості для науковців, викладачів, аспірантів, магістрантів і студентів для оприлюднення результатів досліджень та їх вільного поширення.
Факультет права, публічного управління та адміністрування Вінницького державного педагогічного університету імені Михайла Коцюбинського створено 1 вересня 2021 року.
Факультет є базовим навчально-науковим структурним підрозділом Педуніверситету з підготовки, перепідготовки та підвищення кваліфікації фахівців у сфері права і публічного управління та адміністрування. Факультет створено з метою проведення цілеспрямованої освітньої, навчальної, наукової, виховної, профорієнтаційної, методичної, експертної, організаційної, інноваційної та інформаційної діяльності у сфері підготовки висококваліфікованих фахівців. 
На факультеті здійснюється підготовка фахівців за спеціальностями 081 Право, 281 Публічне управління та адміністрування та 073 Менеджментт (Адміністративний менеджмент. Менеджмент в юридичній діяльності). Діє аспірантура. 
- Факультет дошкільної і  початкової освіти імені Валентини Волошиної
  - Кафедра початкової освіти
  - Кафедра дошкільної освіти
  - Кафедра мистецьких  дисциплін дошкільної та початкової освіти

Факультет дошкільної і початкової освіти імені Валентини Волошиної започаткував свою історію зі створення у 1956 р. факультету підготовки вчителів початкових класів. У 2007 р. факультет було реорганізовано в інститут педагогіки і психології. У 2011 р. на базі інституту педагогіки і психології та факультету музичного мистецтва було створено інститут педагогіки, психології і мистецтв. У 2016 році рішенням Вченої Ради університету Інститут педагогіки, психології та мистецтв було розформовано на два структурних підрозділи — факультет дошкільної, початкової освіти та мистецтв та науково-навчальний інститут педагогіки, психології та підготовки фахівців вищої кваліфікації, у 2021 році факультет отримав назву факультет дошкільної і початкової освіти імені Валентини Волошиної.
- Факультет філології і журналістики імені Михайла Стельмаха
  - Кафедра української мови
  - Кафедра української літератури
  - Кафедра журналістики, реклами та зв'язків з громадськістю

Факультет філології і журналістики імені Михайла Стельмаха — один із найчисельніших, а серед його випускників чимало заслужених учителів, відмінників народної освіти, а також викладачів вищих навчальних закладів, дослідників, письменників та журналістів.
- Факультет фізичного виховання і спорту
  - Кафедра теорії і методики фізичного виховання
  - Кафедра теорії і методики спорту
  - Кафедра медико–біологічних основ фізичного виховання і фізичної реабілітації
  - Кафедра фізичного виховання

Навчально–матеріальна база факультету є найкращою у місті. В розпорядженні студентів, велика ігрова зала, спеціалізована гімнастична зала, зала спортивної боротьби, тренажерна зала (атлетичної гімнастики), зала для занять з музичної ритміки та настільного тенісу.
Навчально — тренувальний процес здійснюється на найкращих спортивних базах міста: легкоатлетичний манеж «Колос», Центральний міський стадіон, в басейнах спорткомплексів «Авангард» та ВПС України
- Історичний факультет
  - Кафедра історії  України
  - Кафедра культури, методики навчання історії та спеціальних історичних дисциплін
  - Кафедра всесвітньої історії

На факультеті домінує культ науки. Щорічно викладачі факультету видають кілька монографічних досліджень.
На факультеті функціонують: проблемна група з дослідження регіональної історії (історії Східного Поділля), навчально-наукова лабораторія з етнології Поділля, наукова лабораторія з дослідження проблем української інтелігенції в національній історії та культурі.
На факультеті діють органи студентського самоврядування, які координують наукову роботу, соціально-побутове життя, здійснюють захист прав студентів та організовують їх дозвілля, художню самодіяльність.
- Факультет математики, фізики і комп'ютерних наук
  - Кафедра алгебри і методики навчання математики
  - Кафедра математики та інформатики
  - Кафедра фізики і методики навчання фізики, астрономії

На факультеті на денній та заочній формах навчання підготовка майбутніх вчителів (викладачів) математики, фізики, інформатики, математиків, фахівців з комп'ютерної математики, математичного моделювання і програмування здійснюється за двома ступенями вищої освіти (бакалавр, магістр). Вони мають можливість працювати в сучасних лабораторіях і кабінетах. Щороку студенти факультету стають переможцями всеукраїнських конкурсів студентських наукових робіт та олімпіад.
- Навчально-науковий інститут педагогіки, психології, підготовки фахівців вищої кваліфікації
  - Кафедра психології та соціальної роботи
  - Кафедра педагогіки і професійної освіти
  - Кафедра інноваційних та інформаційних технологій в освіті
  - Відділ аспірантури й докторантури
  - Відділ магістратури
- Факультет іноземних мов
  - Кафедра англійської філології
  - Кафедра німецької філології
  - Кафедра методики навчання іноземних мов
  - Кафедра міжкультурної комунікації, світової літератури та перекладу
  - Британська Рада
  - Інститут Гете-Україна

Факультет іноземних мов ефективно реалізує наявний навчальний і науковий потенціал для здійснення гнучкої динамічної ступеневої підготовки фахівців, що дасть змогу задовольняти потреби особистості у здобутті належного освітнього та кваліфікаційного рівнів відповідно до їх здібностей.
Щорічно студенти факультету виборюють гранти на навчання за кордоном. Чимало випускників факультету продовжували навчання у магістратурі закордонних університетів.
Навчання в магістратурі ВДПУ здійснюється на підставі міжнародного досвіду, в тому числі використовуються напрацювання російських, польських, німецьких, канадських та інших ВНЗ. Навчання відбувається в річищі вимог Болонської концепції.
- Факультет мистецтв і художньо-освітніх технологій
  - Кафедра образотворчого, декоративного мистецтва, технологій і безпеки життєдіяльності
  - Кафедра вокально-хорової підготовки, теорії та методики музичної освіти
  - Кафедра музикознавства, інструментальної підготовки та хореографії

## Матеріально-технічна база

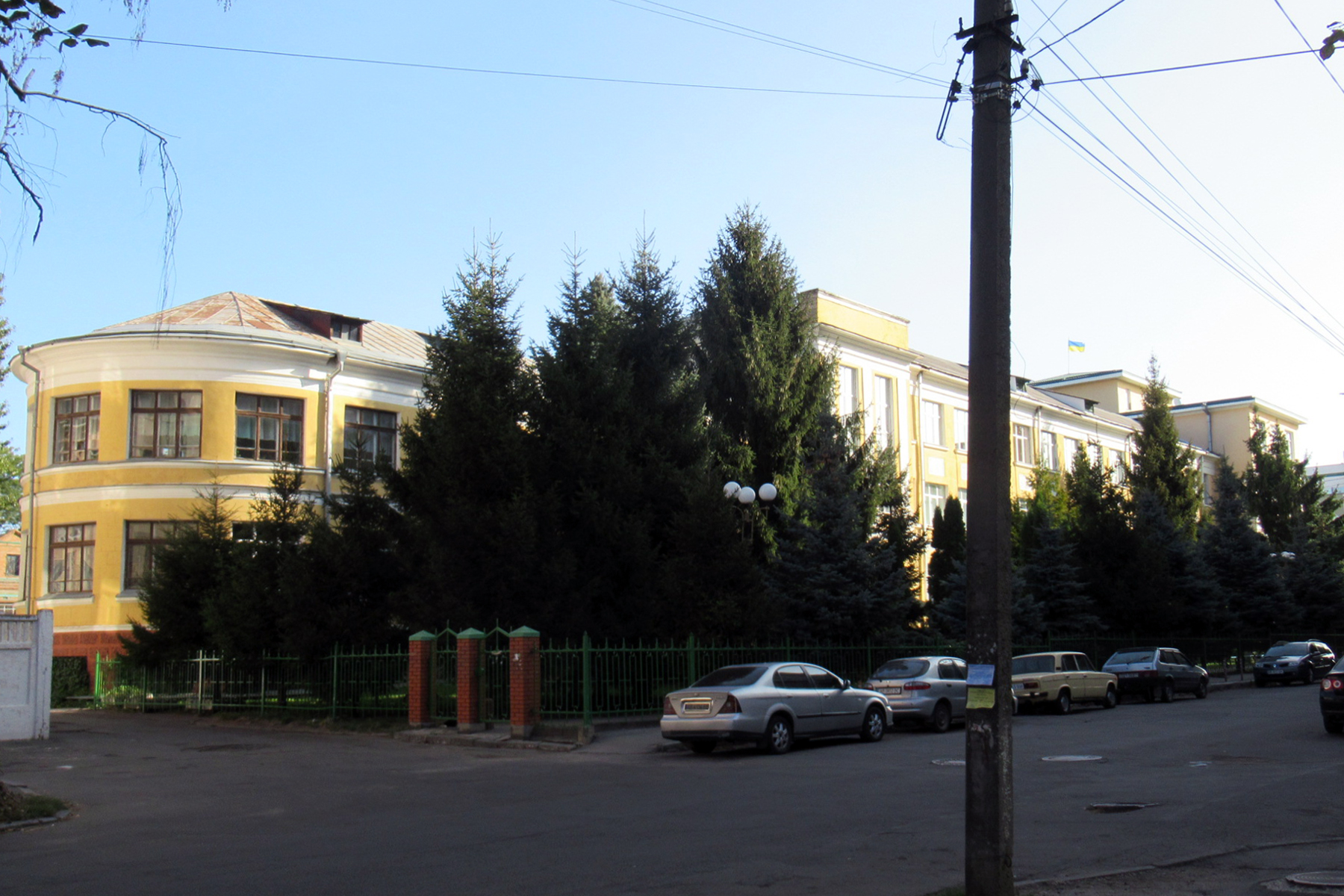
бібліотека ВДПУ

Протягом 1970—1980-х років розширено навчальну базу інституту. Побудовано і введено в дію лабораторний корпус № 3 загальною площею близько 16 тис. м².
Для навчальних цілей обладнано корпус № 2 загальною площею понад 3 тис. м². Між корпусами № 2 і № 3 у двоповерховому приміщені, що з'єднує їх, розміщені п'ять спеціалізованих аудиторій на 600 місць, клуб з актовою залою на 750 місць, відділи бібліотеки.
Збудовано також п'ять гуртожитків на 2800 місць. У 1987 році в інституті відкрито санаторій-профілакторій «Педагог», де щорічно оздоровлюється 1000 студентів.
У 2001 році введено в експлуатацію нову їдальню на 300 місць, у 2003 році — два кафетерії, у 2009 році — оновлено приміщення бібліотеки, у 2010 році — відкрито спортивний комплекс зі штучним покриттям, зростає кількість сучасних засобів обчислювальної техніки. У 2012 році оновлена і проведена модернізація мистецького центру.
Творча праця колективу інституту дістала гідну оцінку. За виконання і перевиконання завдань XI п'ятирічки у 1985 році інституту присуджено перехідний Червоний прапор Міністерства освіти СРСР і Президії ЦК профспілки працівників освіти, вищої школи і наукових установ. За підсумками Всесоюзного соцзмагання у 1986 році перехідний Червоний Прапор ЦК КПРС, Ради Міністрів СРСР, ВЦРПС, ЦК ВЛКСМ.
Понад 150 викладачів інституту удостоєні звання відмінника народної освіти України, Казахстану, Узбекистану.
У 1979 році Вінницький державний педагогічний інститут став четвертим в Україні вищим педагогічним закладом першої категорії. У 1993 році інституту видана ліцензія освітньої діяльності з 10-ти спеціальностей за IV-м рівнем акредитації та з 2-х — за ІІІ-м рівнем.

Пам'ятник М.Коцюбинському у дворі університету

Міністерство освіти атестувало 14 заявлених інститутом спеціальностей. Постановою Кабінету Міністрів № 122 від 4 лютого 1998 року інститут реорганізовано в педагогічний університет імені Михайла Коцюбинського. 9 червня 1998 року Державна акредитаційна комісія визнала педуніверситет акредитованим за статусом закладу вищої освіти IV рівня.
У 1999 році за результатами конкурсу «Софія Київська» педуніверситет увійшов до складу п'ятірки найкращих педагогічних вищих закладів освіти України, а в 2000 і 2001 роках — до складу десятки найкращих гуманітарних та педагогічних вищих закладів освіти України. Окрім того, 24 серпня 2002 року Міжнародний Академічний Рейтинг популярності та якості «Золота Фортуна» нагородив Вінницький державний педагогічний університет срібною медаллю «Незалежність України» в номінації «За вагомий внесок у справу підготовки висококваліфікованих кадрів для народної освіти України».

## Сучасність

Корпуси університету

З 2015 року ректором працює Лазаренко Наталія Іванівна.
Із змінами керівництва у ЗВО розпочато масштабну роботу з реформування всіх сфер університетського життя: реорганізовується структура ВНЗ; вдосконалюється навчально-виховний процес, відкриваються нові спеціальності, активізується наукова робота викладачів та студентів, оновлюється зміст роботи органів самоврядування, профспілки, змінюється матеріально-технічна база, проводиться значна робота з упорядкування та озеленення території університетського містечка тощо.
Нині педуніверситет є багатопрофільним вищим навчальним закладом. Підготовка фахівців педагогічних, гуманітарних, мистецьких спеціальностей здійснюється за денною і заочною формою навчання на дев'ятьох факультетах: природничо-географічному, філології й журналістики імені М. Стельмаха, фізичного виховання і спорту, історичному, іноземних мов, дошкільної і початкової освіти імені Валентини Волошиної, математики, фізики комп'ютерних наук, мистецтв і художньо-освітніх технологій, права, публічного управління та адміністрування; та в 1-му інституті: педагогіки, психології, підготовки фахівців вищої кваліфікації. 
Матеріально-технічна база: 3 навчально-лабораторні корпуси, обчислювальний центр, актова зала на 650 місць, 3 спортивні зали, бібліотека з фондом понад 500 тис. примірників, 5 читальних залів на 500  місць. Університет має санаторій-профілакторій, заклади культурно-побутового призначення тощо.
За 110 років свого функціонування Вінницький педуніверситет пройшов шлях від невеликого учительського інституту до одного з найбільших вищих навчальних закладів України IV рівня акредитації. За цей час підготовлено майже 60 тис. учителів. Чимало випускників університету захистили кандидатські і докторські дисертації, етапи Заслуженими працівниками та відмінниками освіти України. Серед випускників педуніверситету — високі державні посадовці, керівники місцевого самоврядування різних рівнів, політики, письменники, діячі освіти і науки, відомі митці та спортсмени.
На честь університету названо малу планету 13904 Унівінниця.

## Ректори
- вересень 1912—1922 — М. Д. Запольський;
- 1922—1924 — Ф. А. Кондрацький;
- 1925—1930 — М. С. Шлепаков;
- 1930—1933 — А. Я. Гібер;
- 1933—1935 — І. Д. Малий;
- 1935—1937 — Т. О. Купріянов;
- 1937—1941 — Я. К. Литвинов;
- 1944—1946 — П. Т. Пацей;
- 1946—1969 — О. М. Ткаченко;
- 1969—1976 — І. П. Грущенко;
- 1976—2003 — Н. М. Шунда;
- 2003—2015 — О. В. Шестопалюк;
- з 2015 — Н. І. Лазаренко.

## Почесні доктори та випускники
- Гранецька Вікторія Леонідівна — українська письменниця.
- Стельмах Михайло Панасович — відомий письменник.
- І.Синиця — педагог, доктор психологічних наук.
- О.Мазуркевич — академік.
- Зязюн Іван Андрійович — директор Інституту педагогічної освіти і освіти дорослих, дійсний член НАПН України.
- Євгенія Івона Ласка — габелітований доктор, професор університету в Ряшеві (Польща).
- Євген Венгер — член-кореспондент НАН України, лауреат Державної премії України в галузі науки і техніки.
- Хлевнюк Олег Віталійович— відомий фахівець з політичної історії сталінізму, доктор історичних наук, професор Московського державного університету імені Михайла Ломоносова (Росія).
- Огнев'юк Віктор Олександрович академік АПН України, доктор філософських наук, професор, ректор Київського державного педагогічного університету імені Бориса Грінченка.
- Віталій Камінський — кандидат біологічних наук, доцент, викладач Каролінського медико-хірургічного інституту в Стокгольмі (Швеція).
- Гуревич Ірина — професор Дармштадського технічного університету (Німеччина).
- Йолтуховський Микола Павлович — краєзнавець.
- Царенко Максим Володимирович — журналіст, 1995 року врятував десять дітей.
- Шевчук Василь Петрович — доктор історичних наук, професор, науковець, педагог, фахівець у галузі історії.
- Куц Олександр Сергійович — доктор педагогічних наук, професор, завідувач кафедри олімпійського і професійного спорту Вінницького державного педагогічного інститут, Відмінник освіти України, академік Міжнародної академії інформатизації при ООН. Відмінник народної освіти Казахстану.
- Тарасов Володимир Володимирович — кандидат історичних наук. Доцент. Автор 4 монографій.
- Сметанський Микола Іванович — доктор педагогічних наук, професор.
- Денисюк Світлана Георгіївна - доктор політичних наук, професор, професор кафедри суспільно-політичних наук, проректор з науково-педагогічної роботи і соціальних комунікацій ВНТУ, директор Інституту соціально-гуманітарних наук ВНТУ.
- Корнієнко Валерій Олександрович – український науковець, завідувач кафедри суспільно-політичних наук Вінницького національного технічного університету, кандидат історичних наук, доктор політичних наук, професор, академік Української Академії політичних наук.
- Швець Ірина Борисівна — професор, народна артистка України (2015).
- Бронюк Віктор Володимирович — український музикант, лідер гурту ТіК.[7]

## Нагороди та репутація
У 1999 році за результатами конкурсу «Софія Київська» Педуніверситет увійшов до складу п'ятірки найкращих педагогічних вищих закладів освіти України, а в 2000 і 2001 роках — до складу десятки найкращих гуманітарних та педагогічних вищих закладів освіти України. Окрім того, 24 серпня 2002 року Міжнародний Академічний Рейтинг популярності та якості «Золота Фортуна» нагородив Вінницький державний педагогічний університет срібною медаллю «Незалежність України» в номінації «За вагомий внесок у справу підготовки висококваліфікованих кадрів для народної освіти України».
ВДПУ у рейтингах 
11 вересня 2021 року у День народження міста Вінниці зафіксовано новий рекорд України. Презентовано найбільший вишитий стрічками ГЕРБ міста Вінниці на полотні подвійним хрестиком.